# Káptalanfa
Káptalanfa község Veszprém vármegyében, a Sümegi járásban. A település eredetileg Szent István magyar király korától az 1950-es megyerendezésig Zala vármegyéhez tartozott.

## Fekvése
Káptalanfa Veszprém vármegye nyugati részén helyezkedik el. A Kígyós-patak völgyének peremén futó, Devecser és Sümeg között északnyugat-délkeleti irányban húzódó 7324-es út mentén települt község; mindkét várostól közel azonos távolságra, 10-12 kilométerre fekszik. A Bakonyalja és Nyirádi-dombság területéhez tartozik; legközelebbi szomszédai észak felől Nemeshany és Bodorfa, dél felől Gyepükaján.

## Története
A középkori falu azonosítását egyszerűvé teszi a máig használt Sárosfői major elnevezés. A község keleti végétől mezei út vezet a sárosfői majorhoz, amely a község római katolikus templomától kb. 5 km-re fekszik délkeletre. A falut az első ismert írott források 1252-ben említik, amikor a csatári konvent és a fehérvári káptalan elhatárolták itteni birtokaikat.
A Szentimrefalvára vezető út mellett, a falu szélső házától mintegy 1500 méterre nyugatra állt az 1965-ben épült olajüzem. Rövid ideig tartó működését az 1980-as években megszüntették. Az olajüzem után akácokkal szegélyezett dűlőút vezetett Barátfa major épületeihez, melynek környékén kb. 10-20 méteres felületen habarcsos kövek jelzik az egykori Barátfa templomának helyét. A templomromból épült a káptalanfai tanítói lakás. A falu nevének első említése 1397-ből való.
A vármegye vizsgálatot rendelt el a jenői pálosok panasza ügyében mivel a káptalanfalvaiak elhajtották a legelőről a jenői pálosok marháit. Az elsődleges Káptalanfalva névváltozat a magyar káptalan (püspökség mellett működő tanácsadó papi testület) főnévnek és a birtokos személyraggal ellátott falu főnévnek az összetétele. Azzal kapcsolatos, hogy a falu első birtokosa a fehérvári káptalan volt. Az utólag idővel -fa-ra rövidült. Egy oklevél 1367-ben Villa Sarusd néven tünteti fel. Posesie Sarfew alakban fordul elő 1458-ban, amikor Csabbal és Gyepüvel szomszédos. A mellette folyó Sáros, vagy Sárosd, folyótól – a mai Kígyós-pataktól – kapta a régi Sárosd, illetve Sárfő nevet. Később egy másik Sárosd nevű községtől megkülönböztetve kapta a Káptalanfalva, rövidítve a Káptalanfa elnevezést.
Káptalanfa első birtokosa a fehérvári káptalan volt. A törökök 1552-ben elpusztították a községet, amely csak később népesült be ismét. Káptalanfa határa tágas, szántói jól teremtek. 1720-ban a jobbágyok kétnyomásos gazdálkodást folytattak és 1 mag 4 és fél magot hozott. A föld inkább rozs termelésére alkalmas. Legelője mind a saját határában, mind a szomszédos pusztákon (Keszi, Barátfa stb.) bőséges. Káptalanfa népessége 1785-ben 547 fő volt, 1930-ig növekvő, majd ezt követően csökkenő a lakosság száma. 1949-ben még 1180 lakója volt a falunak, 1990-ben már csak 878. A falu a XVIII. század végén 547 lakosú és 68 lakóházból áll. Földesura Esterházy Károly gróf volt.
Az 1990-es rendszerváltás igen alacsony színvonalú "gazdaságot" talált a községben. 1992-ben felújították és bővítették a háziorvosi rendelőt és az ahhoz tartozó, vele egybeépített szolgálati lakást. Ugyancsak 1993-ban elbontották a Sport utca elején volt autóbuszvárót, így szabad bejárat nyílt az újonnan kiépült utcába. Még ugyanabban az évben két új buszvárót építettek a faluban. 1997-ben az ABC áruház és a Zöld Diófa kocsma előtt aszfaltozás történt. Ezzel egy időben készültek el a buszmegálló-öblök. 1997-re teljesen kiépült a Sport utca, amelyet szintén leaszfaltoztattak. 1997-ben korszerűsítették az állatorvosi lakás fűtését és elkezdődött a vastalanító kiépítése (a vezetékes víz tisztítása).
1998-ban elkezdődött a körjegyzőség tetőzetének cseréje, befejeződött a vastalanító építése. Szintén abban az évben foglalkoztak sokat a falu jelképeinek elkészíttetésével, valamint hirdetőtáblák felállításával is. 1999-ben befejeződött a körjegyzőség tetőcseréje, továbbá a templom mögötti utca építése. 2000-ben pedig iskolaépítésre mondhatott magának sikeres pályázatot a község. Közben egy millenniumi emlékművet és emlékparkot készíttetett az önkormányzat a falu központjában. Az új iskola építési munkálatai 2000 decemberében kezdődtek el és 2001 augusztusában a terv szerint át is adták. Az önkormányzat egyik fő feladatának tartja a munkahelyteremtést és a közvilágítás korszerűsítését. Tervezték szennyvízcsatorna építését, a kultúrház felújítását-korszerűsítését, játszótér építését és járdák építését is.

## Közélete

### Polgármesterei
- 1990–1994: Szakonyi Márton (KDNP káptalanfai csoportja)[3]
- 1994–1998: Szakonyi Márton (független)[4]
- 1998–2002: Szakonyi Márton (független)[5]
- 2002–2006: Szakonyi Márton (független)[6]
- 2006–2010: Csordás Gáspár (független)[7]
- 2010–2014: Csordás Gáspár (független)[8]
- 2014–2019: Csordás Gáspár (független)[9]
- 2019–2024: Csordás Gáspár (független)[10]
- 2024– : Szakonyi Roland (független)[1]

## Népesség
A település népességének változása:
| Lakosok száma | 840  | 829  | 790  | 785  | 749  | 717  | 735  |
|               | 2013 | 2014 | 2015 | 2021 | 2022 | 2023 | 2024 |

A 2011-es népszámlálás során a lakosok 76,2%-a magyarnak, 0,5% németnek, 1,9% cigánynak mondta magát (23,8% nem nyilatkozott; a kettős identitások miatt az végösszeg nagyobb lehet 100%-nál). A vallási megoszlás a következő volt: római katolikus 67,8%, református 1,8%, evangélikus 0,5%, felekezeten kívüli 3,1% (26,8% nem nyilatkozott).
2022-ben a lakosság 92,7%-a vallotta magát magyarnak, 1,5% németnek, 0,4% cigánynak, 0,3% ruszinnak, 0,1-0,1% bolgárnak és ukránnak, 1,9% egyéb, nem hazai nemzetiségűnek (7,2% nem nyilatkozott; a kettős identitások miatt a végösszeg nagyobb lehet 100%-nál). Vallásuk szerint 54,1% volt római katolikus, 1,5% református, 1,7% egyéb keresztény, 1,1% egyéb katolikus, 4,1% felekezeten kívüli (37,2% nem válaszolt).

## Nevezetességei

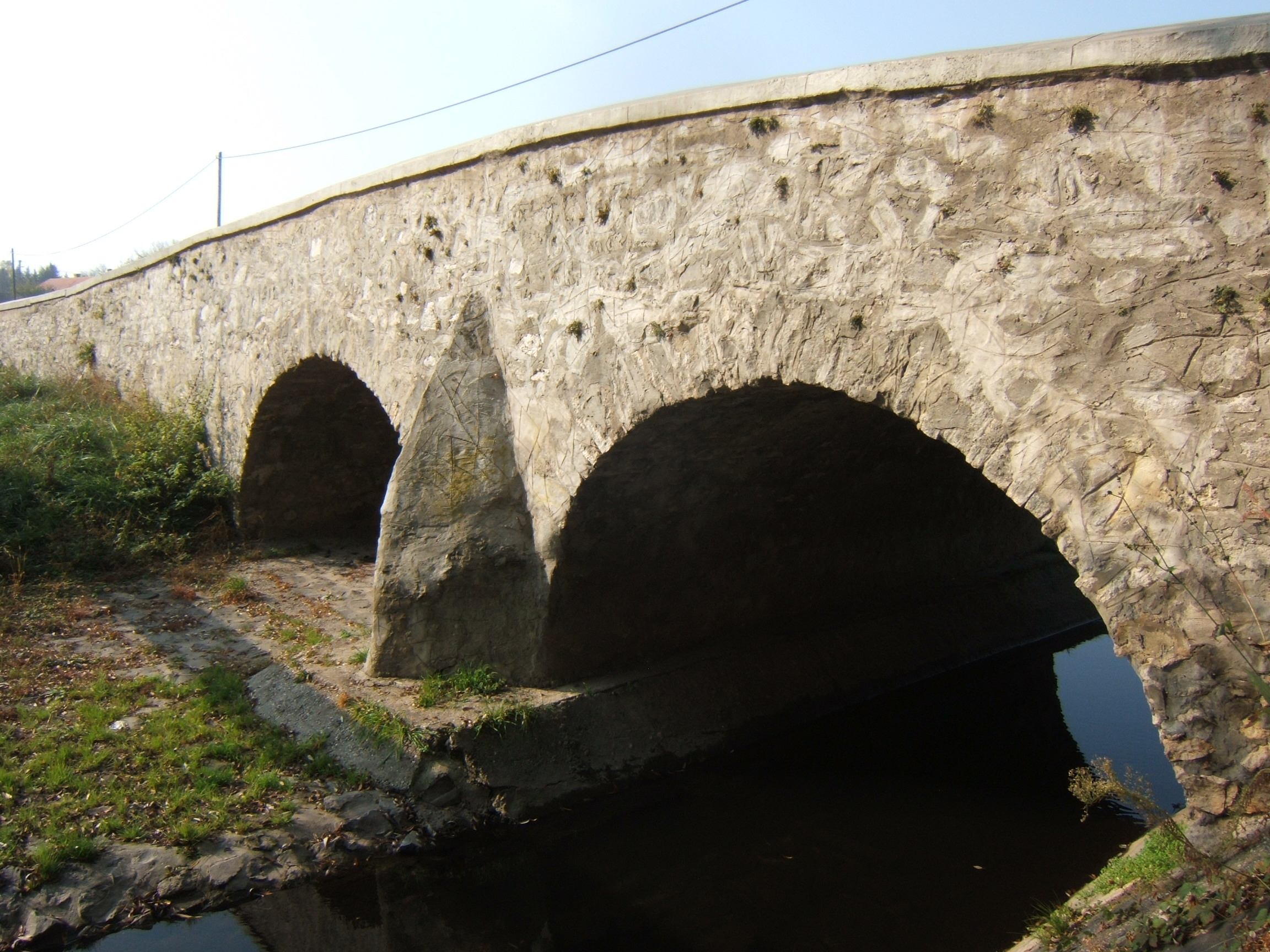
A régi kőhíd

- A római katolikus templom (18. század közepéről származó műemlék[13])
- Régi kőhíd, amely a falu címerében is szerepel